# 上山電気
上山電気（かみのやまでんき）は、大正10年(1921年)に創立された日本の電力会社。山形県南村山郡5村を供給区域とした。

## 沿革
山形電気が供給区域を拡大する中で、南村山郡上山町は明治43年(1910年)に区域に入り、文明の火が灯った。しかし、近隣の村々にはこの灯は広がらなかった。大正9年(1920年)に南村山郡中川村小倉に「発電所ヲ設置シ電力ヲ利用シテ点燈スルヲ目的」とする有限責任小倉電気組合を設立する計画が進んだが、実現には至らなかった。そこで、大正10年(1921年)5月27日に当時県会議員であった高橋熊次郎を社長に据え、西郷村、本庄村、東村、宮生村、中川村(５村共に現上山市)をエリアとした上山電気株式会社が、塩坪川の水を利用した塩坪発電所を建設することで事業認可を得た。しかし、発電所建設の中止によって発電計画が成り立たなくなった為、山形電気から買電を行うことによって、大正13年(1923年)6月に供給開始した。
その後、経営者間に争いが起きたため、昭和9年(1934年)新上山電気株式会社が新たに許可を受けた。最終的に発電所を持たず配電のみであった為、電力管理法施行時ではなく、昭和17年(1942年)2月の配電統制令によって解散した。

## 供給力
- 塩坪発電所：出力85Kw(計画)
- 受電(山形電気)：50Kw→100Kw